# 桑特赖 (厄尔省)
桑特赖（法語：Cintray，法語發音：[sɛ̃tʁɛ]）是法国厄尔省的一个旧市镇，属于埃夫勒区。2016年，桑特赖与市镇布勒特伊和拉盖鲁尔德合并为新的布勒特伊。

## 地理
桑特赖（48°47'43"N, 0°53'27"E）面积16.27 平方千米，位于法国诺曼底大区厄尔省，该省份为法国北部内陆省份，北起滨海塞纳省，西接奧恩省和卡爾瓦多斯省，南至厄尔-卢瓦省，东临瓦兹省、瓦兹河谷省和伊夫林省。
与桑特赖接壤的市镇（或旧市镇、城区）包括：弗朗什维尔、拉盖鲁尔德、皮瑟。

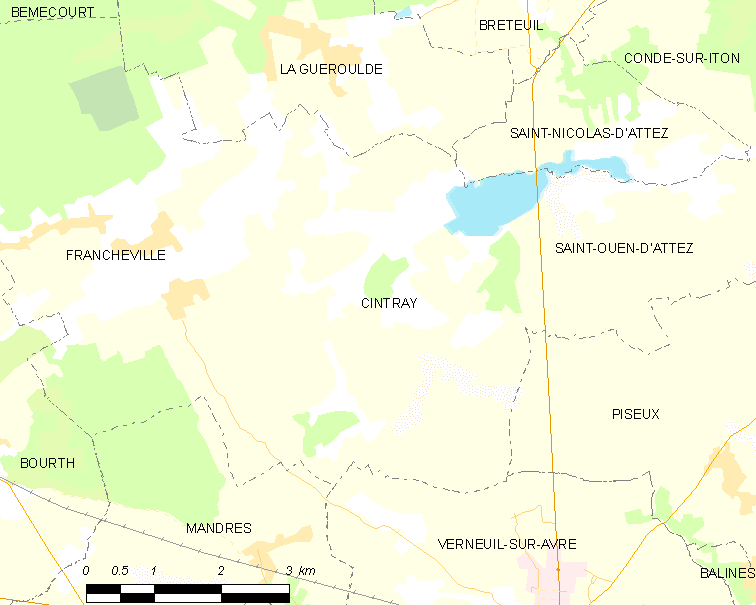
的OSM定位图

桑特赖的时区为UTC+01:00、UTC+02:00（夏令时）。

## 行政
桑特赖的邮政编码为27160，INSEE市镇编码为27159。

## 政治
桑特赖所属的省级选区为布勒特伊县。

## 人口

1962-2008年间人口变化图示

桑特赖于2018年1月1日时的人口数量为453人。